# Mare de Déu de Lloseta
La Mare de Déu de Lloseta es troba a l'oratori del Cocó (Lloseta), coneguda també com a Mare de Déu del Cocó. 

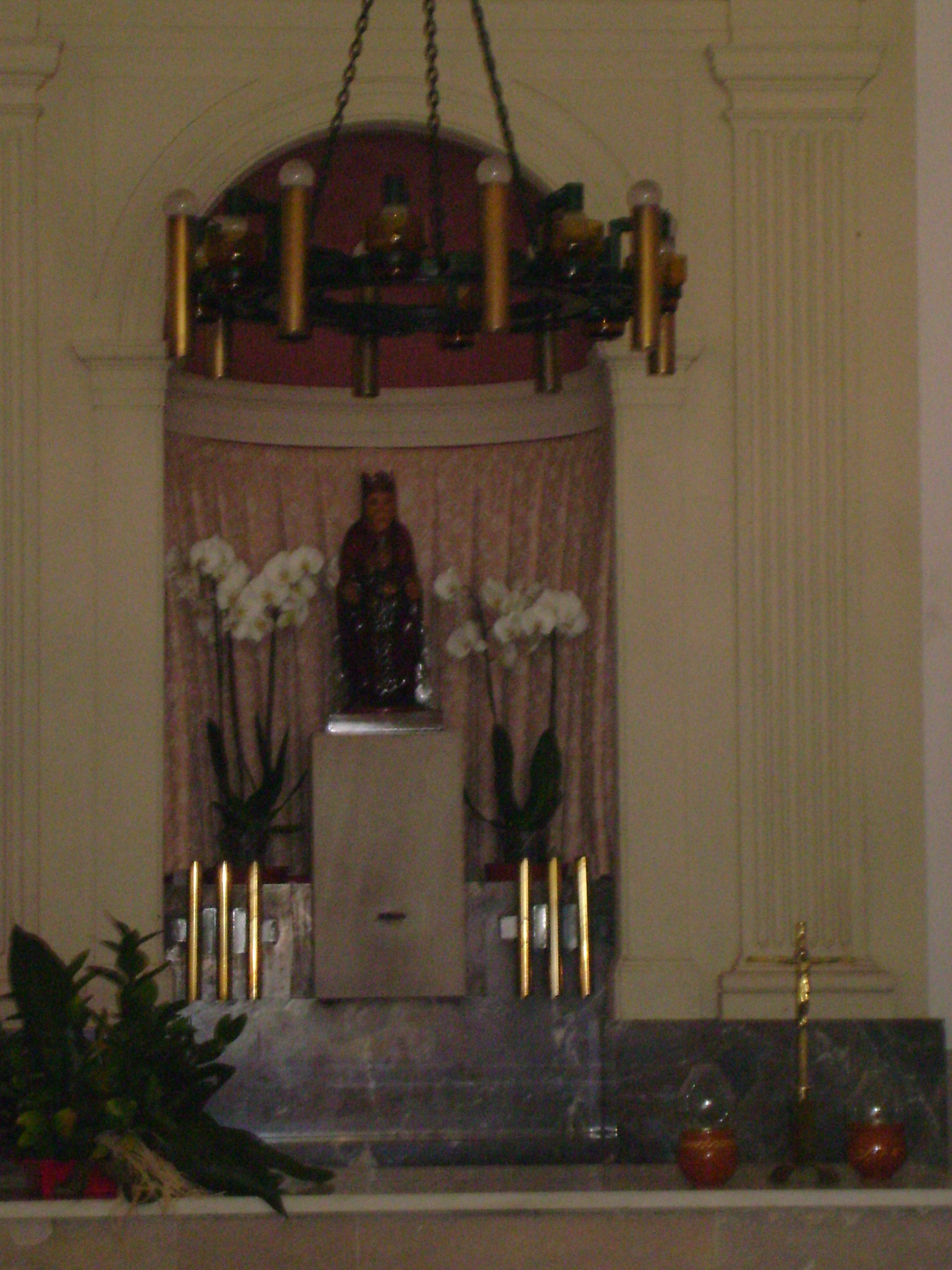
Mare de Déu de Lloseta

Segons la tradició, un pastor musulmà observà una resplendor extraordinari sobre una penya, vora un cocó. Cridà els habitants d'Aiamans, Lloseta i Robines (Binissalem), els quals trobaren dins una petita cova propera, una imatge morena de la Mare de Déu que traslladaren a l'església de Robines. Però, per dues vegades desaparegué d'aquest lloc i aparegué a la cova del Cocó. Llavors, s'entengué que volia ésser venerada a Lloseta, on se li aixecà un temple i un altar.

## La pedra de la cova. El didalet

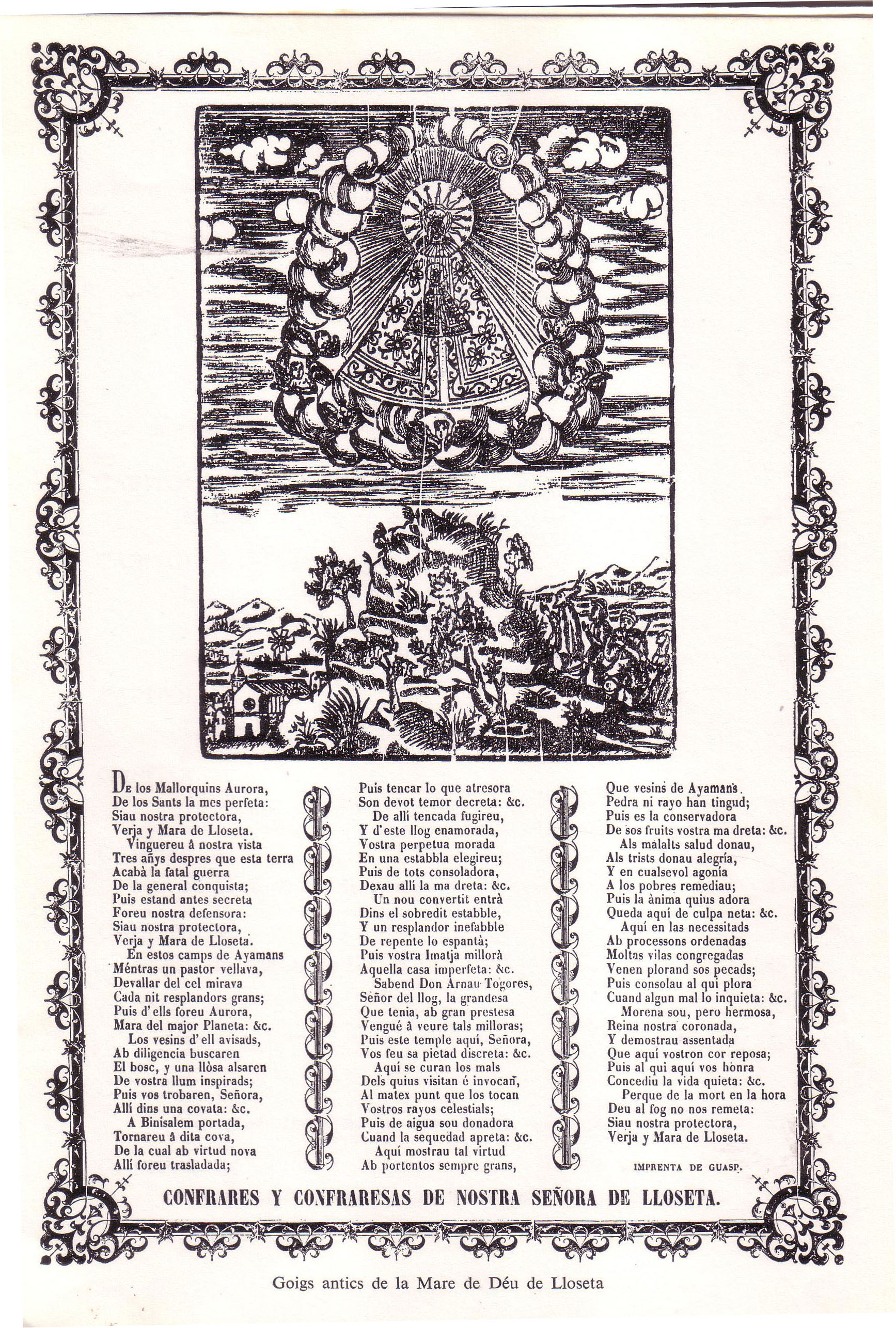
Goigs a la Mare de Déu de Lloseta

L'any 1918, quaranta anys després de la construcció de la capella, es posà una pedra polida i llavorada al penyal del Cocó, a la part del torrent d'Almadrà. Al centre de la mateixa hi ha l'anagrama de Maria i just a sota, la data de 1918. Com a anècdota, que sabem des de nins, sota el penyal hi ha un clotet on ja els nostres pares ens hi feien ficar els dits un rere l'altre perquè deien que curaven de cert mal. Abans era un poc difícil el seu accés perquè hi havia el perill de llenegar i caure a dins el torrent. Avui, amb les obres de reforma, s'ha fet accessible. Sigui com sigui, el didalet ja forma part de la institució del Cocó. El dia de la romeria del Cocó, el primer dimecres després de Pasqua de Resurrecció, es fa ofici a la Mare de Déu de Lloseta i es canta uns goigs dedicats a ella.